# إلينا مندوزا
إلينا مندوزا (بالإسبانية: Elena Mendoza López)‏ هي ملحنة إسبانية، ولدت في 1973 في إشبيلية في إسبانيا.